# Chińska stacja kosmiczna

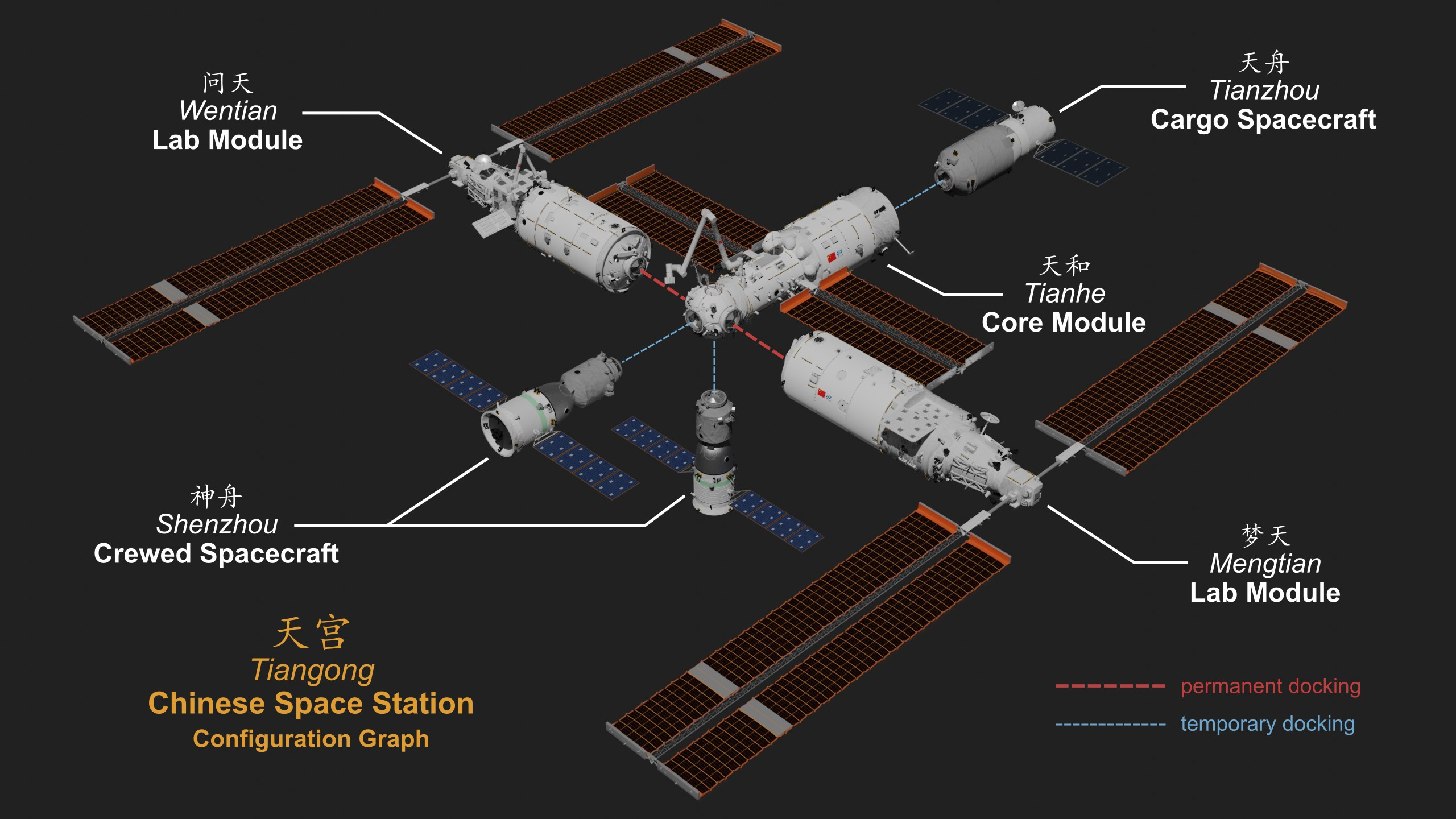
Schemat chińskiej stacji Tiangong. Pośrodku moduł główny Tianhe, moduły badawcze Wentian (lewy górny) i Mengtian (prawy dolny) z szerokimi panelami słonecznymi, statek transportowy Tianzhou (u góry po prawej) i dwa statki załogowe Shenzhou zacumowane do przedniego i nadirowego portu cumowniczego

Chińska stacja orbitalna Tiangong (skróty: TG, CMS – China Manned Space) – wielomodułowa załogowa stacja kosmiczna, umieszczona na orbicie przez Chińską Republikę Ludową w kwietniu 2021 roku. Chiński program kosmiczny jest realizowany przez Chińską Narodową Agencję Kosmiczną (CNSA) – instytucję rządową, jednak program załogowy jest administrowany i realizowany przez China Manned Space Engineering Office (CMSEO) – instytucję podległą armii Chin.
Budowa stacji stanowi jeden z etapów projektu 921 chińskiego programu kosmicznego, w ramach którego zainaugurowano program budowy statku załogowego Shenzhou, natomiast drugi etap stanowi budowa stałej załogowej stacji kosmicznej. Realizację projektu rozpoczęto od budowy mniejszych modułów orbitalnych Tiangong, z których pierwszy, Tiangong 1, umieszczono na orbicie w 2011 roku, a w czerwcu 2012 roku zacumował do niego pierwszy załogowy statek Shenzhou 9.
Pewne nieporozumienia rodziło stosowanie określenia „stacja kosmiczna” w pierwszym okresie realizacji programu. Moduły orbitalne Tiangong spełniają wprawdzie kryteria takiej stacji, przyjmując na pokład czasowo, choć na krótki okres, kolejne załogi, i tak też były często określane przez media. Były to jednak bardzo małe obiekty, znacznie mniejsze niż pierwsze stacje orbitalne Salut (miały masę ok. 8 t, podczas gdy stacje Salut ok. 18–20 t). Same Chiny nie używały w stosunku do nich terminu „stacja”, ale „laboratorium” (space laboratory), termin „stacja” (space station) zachowując dla wielomodułowej stacji, która przyjmuje stałe załogi.

## Program Shenzhou

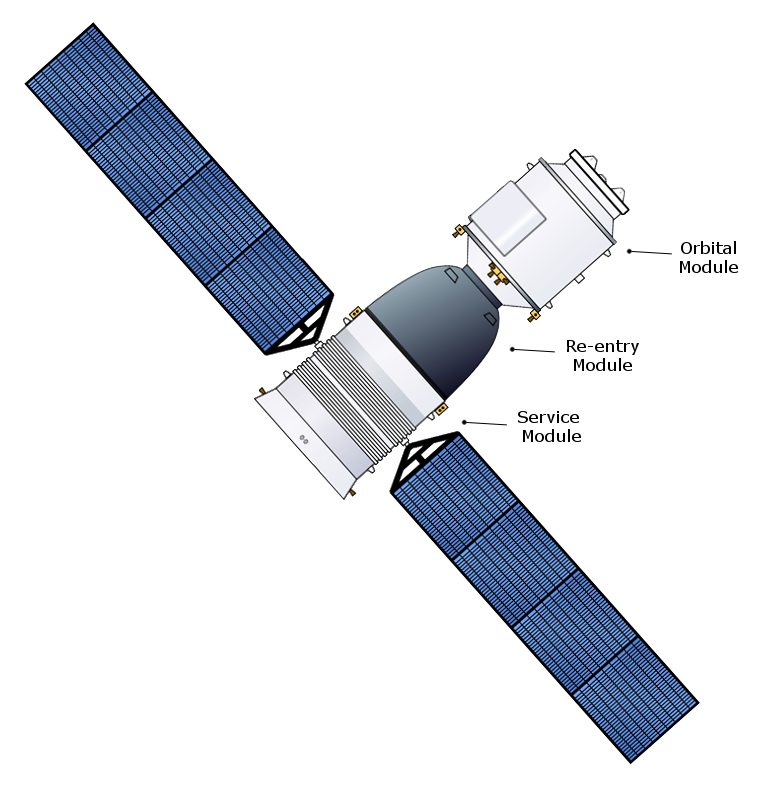
Statek Shenzhou

Program Shezhou (921-1) jest realizowany od 1992 roku. Powstał na bazie rakiety nośnej Chang Zheng 2F oraz statku załogowego Shenzhou, który skonstruowano na podstawie rosyjskiego statku Sojuz, jako jego nieznacznie zwiększona i zmodyfikowana wersja. Jest to zatem trzyosobowy statek zbudowany z trzech modułów: orbitalnego, powrotnego (w którym załoga startuje i ląduje) i serwisowego. Pierwszy start statku Shenzhou 1 odbył się w 1999 roku, natomiast pierwszy start załogowy Shenzhou 5 w 2003 roku. Później przeprowadzono dwa kolejne loty załogowe (w latach 2005, 2008), na których zakończył się pierwszy, wstępny etap chińskiego programu załogowego mający na celu wykazanie umiejętności Chin do bezpiecznych lotów załogowych oraz przeprowadzania podstawowych manewrów na orbicie, jak m.in. wyjście w otwarty kosmos. Drugi, rozpoczęty wówczas etap, oparty nadal na statkach Shenzhou oraz modułach Tiangong, miał na celu opanowanie bardziej złożonych manewrów orbitalnych, zbliżania dwóch statków oraz cumowania.

## Program Tiangong
W kosmos wysłano dwa (w pierwotnych planach były trzy) moduły Tiangong, zwane laboratoriami. Ich zadaniem było testowanie wszystkich technologii niezbędnych do budowy stacji kosmicznej, a więc zbliżania na orbicie, cumowania, systemu podtrzymywania życia itd. W 2011 roku na orbicie znalazł się Tiangong 1, do którego w listopadzie tego samego roku automatycznie zacumował bezzałogowy statek Shenzhou 8. W czerwcu 2012 na pokładzie modułu przez 10 dni przebywało troje tajkonautów z załogi Shenzhou 9. Kolejny lot (Shenzhou 10) odbył się w czerwcu 2013 roku, pobyt załogi na stacji również trwał około 10 dni.
W 2016 roku został umieszczony na orbicie moduł Tiangong 2, podobny do modułu Tiangong 1, ale umożliwiał załodze nieco dłuższe przebywanie na orbicie. Do tego modułu pod koniec 2016 roku zacumował statek załogowy Shenzhou 11, a w roku 2017 statek towarowy Tianzhou 1. Zrezygnowano z wysłania w kosmos większego modułu Tiangong 3, który miał być przystosowany do długotrwałego przebywania załogi. Kolejnym etapem było już umieszczenie na orbicie głównego modułu Tianhe przyszłej stacji orbitalnej, która też nosi nazwę Tiangong.

## Projekt stacji
Stacja kosmiczna Tiangong składa się z trzech modułów: głównego Tianhe, wyposażonego w węzeł cumowniczy, oraz dwóch podobnych modułów badawczych. Poszczególne moduły mają masę około 18–22 t. Masa całkowita stacji to ok. 60 t, ma na niej stale przebywać trzyosobowa załoga. Budowa stacji dobiegła końca w listopadzie 2022 roku; zakłada się, że będzie ona użytkowana przez 10 lat. Stacja jest umieszczona na niskiej orbicie okołoziemskiej o wysokości około 380 km i inklinacji 42,5°. Moduł główny jest zbliżony wymiarami i kształtem do stacji Salut i modułu głównego stacji Mir.

### Moduły stacji Tiangong (TG)
| Moduł                   | główny      | badawczy 1   | badawczy 2    |
| Nazwa                   | Tianhe (TH) | Wentian (WT) | Mengtian (MT) |
| Masa (t)                | 22,6        | 18–20        | 18-20         |
| Długość (m)             | 16,6        | 14,4         | 14,4          |
| Średnica (m)            | 4,2         | 4,2          | 4,2           |
| Umieszczenie na orbicie | 29.04.2021  | 24.07.2022   | 31.10.2022    |

### Konfiguracja stacji
|  |  |  |  |                                |                                |                                |                                |                                |                                |  |  |                                            |                  |                  |                  |                  |                  |  |  |                               |                               |                               |                               |                               |                               |  |  |  |  |
|  |  |  |  |                                |                                |                                |                                |                                |                                |  |  | Tianzhou (TZ) statek transportowy cargo    |                  |                  |                  |                  |                  |  |  |                               |                               |                               |                               |                               |                               |  |  |  |  |
|  |  |  |  |                                |                                |                                |                                |                                |                                |  |  |                                            |                  |                  |                  |                  |                  |  |  |                               |                               |                               |                               |                               |                               |  |  |  |  |
|  |  |  |  |                                |                                |                                |                                |                                |                                |  |  | Tianhe (TH) moduł główny stacji            |                  |                  |                  |                  |                  |  |  |                               |                               |                               |                               |                               |                               |  |  |  |  |
|  |  |  |  | Mengtian (MT) moduł badawczy 2 | Mengtian (MT) moduł badawczy 2 | Mengtian (MT) moduł badawczy 2 | Mengtian (MT) moduł badawczy 2 | Mengtian (MT) moduł badawczy 2 | Mengtian (MT) moduł badawczy 2 |  |  | węzeł cumowniczy                           | węzeł cumowniczy | węzeł cumowniczy | węzeł cumowniczy | węzeł cumowniczy | węzeł cumowniczy |  |  | Wentian (WT) moduł badawczy 1 | Wentian (WT) moduł badawczy 1 | Wentian (WT) moduł badawczy 1 | Wentian (WT) moduł badawczy 1 | Wentian (WT) moduł badawczy 1 | Wentian (WT) moduł badawczy 1 |  |  |  |  |
|  |  |  |  | Mengtian (MT) moduł badawczy 2 | Mengtian (MT) moduł badawczy 2 | Mengtian (MT) moduł badawczy 2 | Mengtian (MT) moduł badawczy 2 | Mengtian (MT) moduł badawczy 2 | Mengtian (MT) moduł badawczy 2 |  |  | węzeł cumowniczy                           | węzeł cumowniczy | węzeł cumowniczy | węzeł cumowniczy | węzeł cumowniczy | węzeł cumowniczy |  |  | Wentian (WT) moduł badawczy 1 | Wentian (WT) moduł badawczy 1 | Wentian (WT) moduł badawczy 1 | Wentian (WT) moduł badawczy 1 | Wentian (WT) moduł badawczy 1 | Wentian (WT) moduł badawczy 1 |  |  |  |  |
|  |  |  |  |                                |                                |                                |                                |                                |                                |  |  |                                            |                  |                  |                  |                  |                  |  |  |                               |                               |                               |                               |                               |                               |  |  |  |  |
|  |  |  |  |                                |                                |                                |                                |                                |                                |  |  | Shenzhou (SZ) statek transportowy załogowy |                  |                  |                  |                  |                  |  |  |                               |                               |                               |                               |                               |                               |  |  |  |  |
|  |  |  |  |                                |                                |                                |                                |                                |                                |  |  |                                            |                  |                  |                  |                  |                  |  |  |                               |                               |                               |                               |                               |                               |  |  |  |  |

## Rakieta nośna

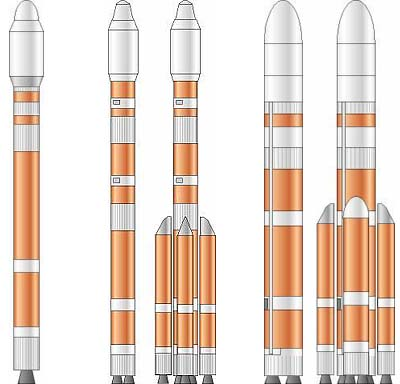
Rodzina rakiet nośnych Chang Zheng 5

Poszczególne moduły stacji będą wynoszone na orbitę za pomocą nowej rakiety Chang Zheng 5 (dotychczas używana w programie załogowym rakieta Chang Zheng 2F ma zbyt mały udźwig), jej pierwszy start odbył się w 2016 rok z budowanego kosmodromu Wenchang.
5 maja 2020 z powodzeniem wystrzelono w kosmos Długi Marsz-5B (z grupy rakiet Chang Zheng 5), taką jaka posłużyła do wynoszenia elementów stacji orbitalnej od 2021.

## Statki załogowe i dostawcze
Załoga stacji będzie wymieniana za pomocą zmodyfikowanych statków Shenzhou (SZ), które będą wynoszone rakietą Chang Zheng 7, również będącą w trakcie budowy, która zastąpi obecnie używany wariant 2F. Natomiast statek dostawczy Tianzhou (TZ), oparty na konstrukcji modułu Tiangong 1, będzie miał masę całkowitą ok. 13 t, w tym masę ładunku dostarczanego na stację ok. 6 t.

## Eksploatacja
Pierwszy moduł stacji – Tianhe – został wyniesiony 29 kwietnia 2021 roku o godzinie 03:23:15 UTC rakietą Chang Zheng 5B z Centrum Startowego Satelitów Wenchang. Pierwszym lotem do stacji był towarowy Tianzhou 2, który zadokował do głównego modułu 29 maja 2021, a drugim Shenzhou 12 z trzyosobową załogą, w czerwcu 2021.